# Роговаць
Роговаць (хорв. Rogovac) — населений пункт у Хорватії, в Вировитицько-Подравській жупанії у складі громади Шпишич-Буковиця.

## Населення
Населення за даними перепису 2011 року становило 228 осіб.
Динаміка чисельності населення поселення:

## Клімат
Середня річна температура становить 11,65 °C, середня максимальна – 26,60 °C, а середня мінімальна – -5,55 °C. Середня річна кількість опадів – 776 мм.
| Клімат поселення                              | Клімат поселення | Клімат поселення | Клімат поселення | Клімат поселення | Клімат поселення | Клімат поселення | Клімат поселення | Клімат поселення | Клімат поселення | Клімат поселення | Клімат поселення | Клімат поселення | Клімат поселення |
| Показник                                      | Січ.             | Лют.             | Бер.             | Квіт.            | Трав.            | Черв.            | Лип.             | Серп.            | Вер.             | Жовт.            | Лист.            | Груд.            |                  |
| Середній максимум, °C                         | 5,91             | 8,20             | 12,90            | 17,52            | 22,69            | 26,60            | 25,99            | 25,13            | 20,36            | 15,43            | 10,01            | 4,87             |                  |
| Середня температура, °C                       | 0,20             | 2,50             | 7,19             | 11,80            | 16,95            | 20,86            | 22,40            | 21,55            | 16,80            | 11,87            | 6,40             | 1,30             |                  |
| Середній мінімум, °C                          | −5,55            | −3,27            | 1,44             | 6,05             | 11,22            | 15,12            | 18,83            | 17,98            | 13,21            | 8,28             | 2,85             | −2,27            |                  |
| Норма опадів, мм                              | 46               | 40               | 48               | 62               | 74               | 89               | 75               | 78               | 67               | 65               | 76               | 56               |                  |
| Середньомісячна швидкість вітру, м/с          | 2.20             | 2.50             | 2.80             | 2.70             | 2.40             | 2.20             | 2.20             | 1.98             | 2.00             | 2.08             | 2.20             | 2.26             |                  |
| Середньомісячна сонячна радіація, кДж/м²·день | 4080             | 6868             | 10739            | 15208            | 19342            | 21410            | 22107            | 19676            | 14511            | 8989             | 4623             | 3371             |                  |
| --------------------------------------------- | ---------------- | ---------------- | ---------------- | ---------------- | ---------------- | ---------------- | ---------------- | ---------------- | ---------------- | ---------------- | ---------------- | ---------------- | ---------------- |
| Джерело:                                      |                  |                  |                  |                  |                  |                  |                  |                  |                  |                  |                  |                  |                  |